# Vysoký Újezd (Hradec Králové-i járás)
Vysoký Újezd község (obec) Csehországban, Hradec Králové-i járásban. Vysoký Újezd Jeníkovice, Jílovice, Ledce, České Meziříčí és Očelice településekkel határos. Lakosainak száma 102 fő (2024. január 1.).

## Népesség
A település lakosságának változását az alábbi diagram mutatja:
| Lakosok száma | 141  | 146  | 119  | 92   | 78   | 65   | 80   | 84   | 99   | 102  |
|               | 1869 | 1890 | 1921 | 1950 | 1980 | 2001 | 2017 | 2019 | 2022 | 2024 |